# Титов, Иван Антонович
Иван Антонович Титов (19 января 1918 — 9 апреля 1995) — командир эскадрильи 5-го гвардейского бомбардировочного авиационного полка 11-я гвардейской бомбардировочной авиационной дивизии 18-й воздушной армии, гвардии майор, Герой Советского Союза.

## Биография
Родился 19 января 1918 года в селе Защитное (ныне — Щигровского района Курской области) в крестьянской семье. Русский. Член ВКП(б) с 1942 года. Окончил два курса медицинского техникума в городе Курск.
В 1936 года призван в ряды Красной Армии. В 1937 году окончил Качинскую военно-авиационную школу пилотов. В боях Великой Отечественной войны с июня 1941 года.
Командир эскадрильи 5-го гвардейского бомбардировочного авиационного полка гвардии майор Титов к концу февраля 1945 года совершил 259 боевых вылетов на бомбардировку живой силы и техники противника.
Указом Президиума Верховного Совета СССР от 18 августа 1945 года за образцовое выполнение боевых заданий командования по уничтожению живой силы и техники противника и проявленные при этом мужество и героизм гвардии майору Ивану Антоновичу Титову присвоено звание Героя Советского Союза с вручением ордена Ленина и медали «Золотая Звезда».
В 1949 году окончил Высшую офицерскую лётно-тактическую школу командиров частей ДА. С 1954 года подполковник И. А. Титов — в запасе. Работал в объединении «Укрэлектроремонт». Жил в городе Харьков.
Умер 9 апреля 1995 года.
Награждён орденом Ленина, двумя орденами Красного Знамени, двумя орденами Отечественной войны 1-й степени, орденом Красной Звезды, медалями.